# Колюбакино
Колюбакино — посёлок (до 2005 — посёлок городского типа) в Рузском городском округе Московской области России, Населённый пункт воинской доблести. Расположен на реке Поноше, рядом с трассой Руза — Звенигород, в 24 км от Рузы. До 2017 года — административный центр сельского поселения Колюбакинское. Ближайшая железнодорожная станция — Тучково — расположена в 8 км.
Население — 2436 человек (2010).

## История
Село Колюбакино известно с начала XVI века, принадлежало в то время княжескому роду Турунтаевых. В 1548 году было отписано на царя Ивана IV. Указом царя Михаила Федоровича село было пожаловано Михею Максимовичу Протопопову. В 1647 году куплено боярином князем Яковом Никитичем Одоевским (сын Никиты Ивановича Одоевского). В 1678 году к церкви приписано 47 приходских дворов. После смерти князя в августе 1697 года село переходит к его вдове Анне Михайловне, от которой впоследствии переходит к её внукам Петру и Алексею Михайловым Черкасским. С 1755 года — во владении его дочери и жены графа Петра Шереметева, Варвары Алексеевны Черкасской. По документам тех лет в селе насчитывалось 58 крестьянских дворов. После смерти графа Шереметева село переходит к Варваре Петровне Шереметевой, которая после развода с мужем Андреем Кирилловичем Разумовским, поселяется в своём имении в Колюбакине. В октябре 1791 оно было заложено в Государственном заёмном банке. Тогда же известно: в селе числится 635 человек. Во время Отечественной войны 1812 года село и церковь были частично разрушены.
В церковных записях 1821 года говорится, что к колюбакинской церкви (село Колюбакино, деревни Апальщина, Неверова, Завражье, Новая, сельцо Шарапово) приписано «…приходских 124 двора, в них душ мужского пола 608, женского 678, земли при церкви усадебной 3 десятины, пашенной 30 десятин…» После смерти Варвары Петровны Шереметевой в 1823 году Колюбакино отходит её сыновьям — Петру и Кириллу Алексеевичу Разумовским. В июле 1827 года Пётр Разумовский продал имение за 200 000 рублей титулярному советнику и кавалеру Геннадию Владимировичу Грудеву, который через 6 лет продал его действительному тайному советнику и сенатору Николаю Александровичу Челищеву. Челищев построил в селе бумагопрядильную фабрику. По наследству село перешло его сыну Андрею Николаевичу Челищеву, при котором в 1894 году здесь была основана игольная фабрика. В 1890-е годы фабрику и имение приобрели фабриканты Гиршманы, которые владели ей вплоть до революции 1917 года. Во время Великой Отечественной войны завод был полностью разрушен, позже восстановлен. Храм в советское время был закрыт, возвращён церкви в начале 1990-х годов, отреставрирован, в начале 2000-х возведена новая колокольня.

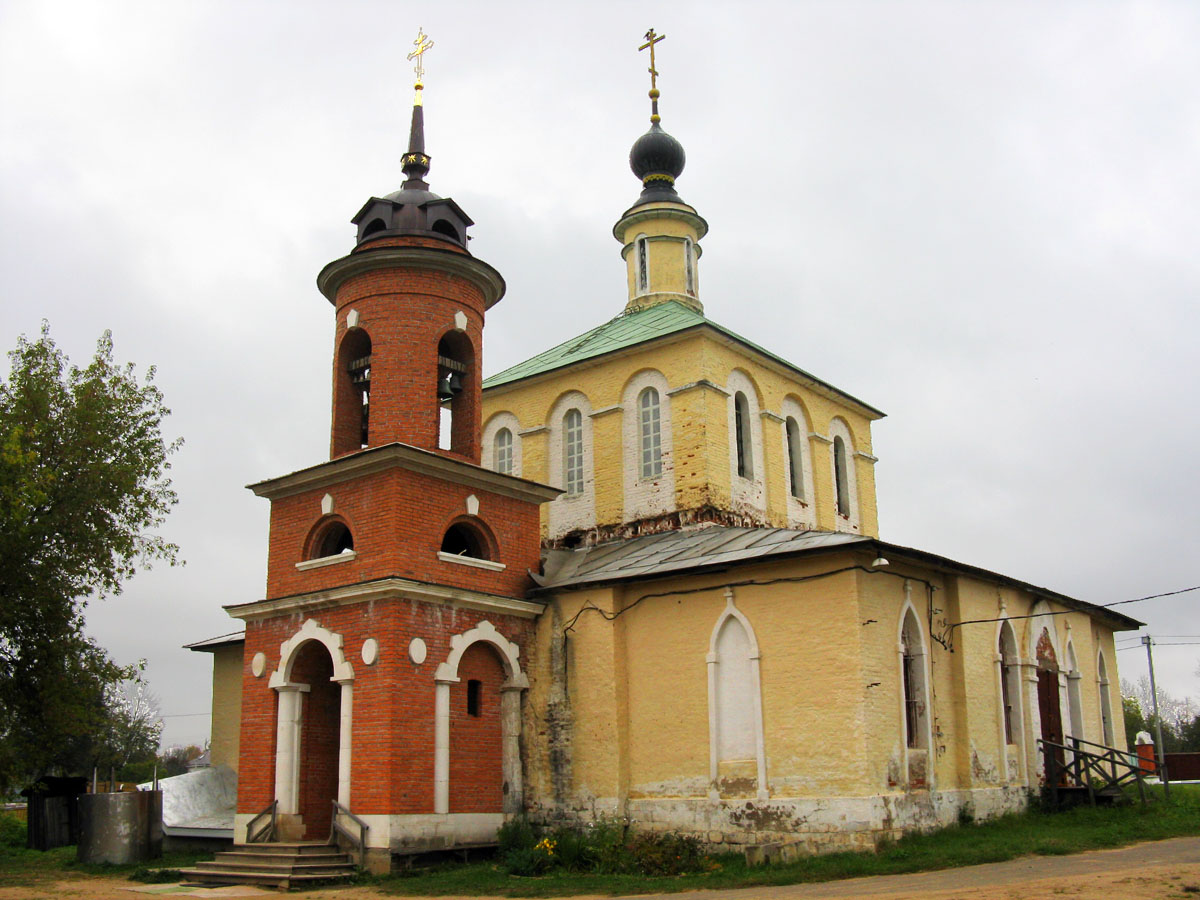
Храм Рождества Пресвятой Богородицы

13 июля 2016 года посёлок пострадал от разрушительного урагана. Были повреждены кровли зданий, множество деревянных построек было разрушено. Стихия также повредила школу, Колюбакинский игольный завод, храм.
В 2017 году посёлку присвоено почётное звание Московской области «Населённый пункт воинской доблести».
В посёлке реставрируется церковь Рождества Пресвятой Богородицы постройки середины XVII века.

## Экономика
- Колюбакинский игольный завод (производство швейных игл, булавок, рыболовных крючков, мормышек).
- ООО «Транспортное снабжение нерудами» (автотранспорная организация, специализирующаяся в перевозке песка и щебня, а также производстве бетона).

## Транспорт
Посёлок связан автобусным сообщением с Москвой (от метро «Тушинская» автобус Москва — Тучково — Руза), Звенигородом, Рузой, Тучково. Имеются такси.

## Население
| 1939  | 1959  | 1970  | 1979  | 1989  | 2002  | 2006  |
| ----- | ----- | ----- | ----- | ----- | ----- | ----- |
| 2105  | ↗2471 | ↗2902 | ↗3031 | ↗3141 | ↘2747 | ↗2775 |
| 2010  |       |       |       |       |       |       |
| ↘2436 |       |       |       |       |       |       |